# Gornja Stubica
Gornja Stubica falu és község Horvátországban Krapina-Zagorje megyében.

## Fekvése
Zágrábtól 18 km-re északra a Horvát Zagorje területén a megye déli szélén a Medvednica parkerdő északi, dombos részén fekszik. A településhez a környező dombos-völgyes területen 12 falu, Banšćica, Brezje, Dobri Zdenci, Dubovec, Gusakovec, Hum Stubički, Jakšinec, Karivaroš, Modrovec, Orehova Gorica, Pasanska Gorica, Repićevo Selo, Samci, Sekirevo Selo, Slani Potok, Sveti Matej, Šagudovec, Vinterovec és Volavec tartozik, melyek közül több is őrzi a korábbi török jelenlét nyomait.

## Története
A gornja stubicai Szent György plébánia első írásos említése II. András király oklevelében 1209-ben történt.
A Szent György plébániatemplom a környék legjelentősebb műemléke, mely a századok során többször újjáépült.
A Szent György templom előtt állt az a tölgyfa, amely alatt 1572-ben Gubecz Máté (Matija Gubec) uradalmi tiszttartó fegyverbe szólította az elégedetlen parasztokat. A felkelés nagy területre terjedt ki. Végül a stubicai csatában Alapy Gáspár és Tahy Ferenc csapatai döntő vereséget mértek a parasztokra. 1573. február 15-én Gubecz Mátét a zágrábi Szent Márk téren tüzes trónon égették el.
A település első iskolája 1863-ban épült, első tanítója Juraj Bartolac volt. A rendes tanítás 1875-ben indult meg. 1880-ban a települést súlyos földrengés rázta meg, melyben több épület, köztük templom és az iskola is súlyosan megrongálódott. 1907. január 2-án újabb földrengés pusztított. A tanítást az Orsich-kastélyba kellett áthelyezni.
A településnek 1857-ben 377, 1910-ben 750 lakosa volt. Trianonig Zágráb vármegye Stubicai járásához tartozott. 1964-ben megkezdődött az új iskolaépület felépítése, melybe 1970-ben költöztek át a diákok. Gornja Stubica község 1993-ban alakult meg. 2001-ben a falunak 862, a községnek 5726 lakosa volt.

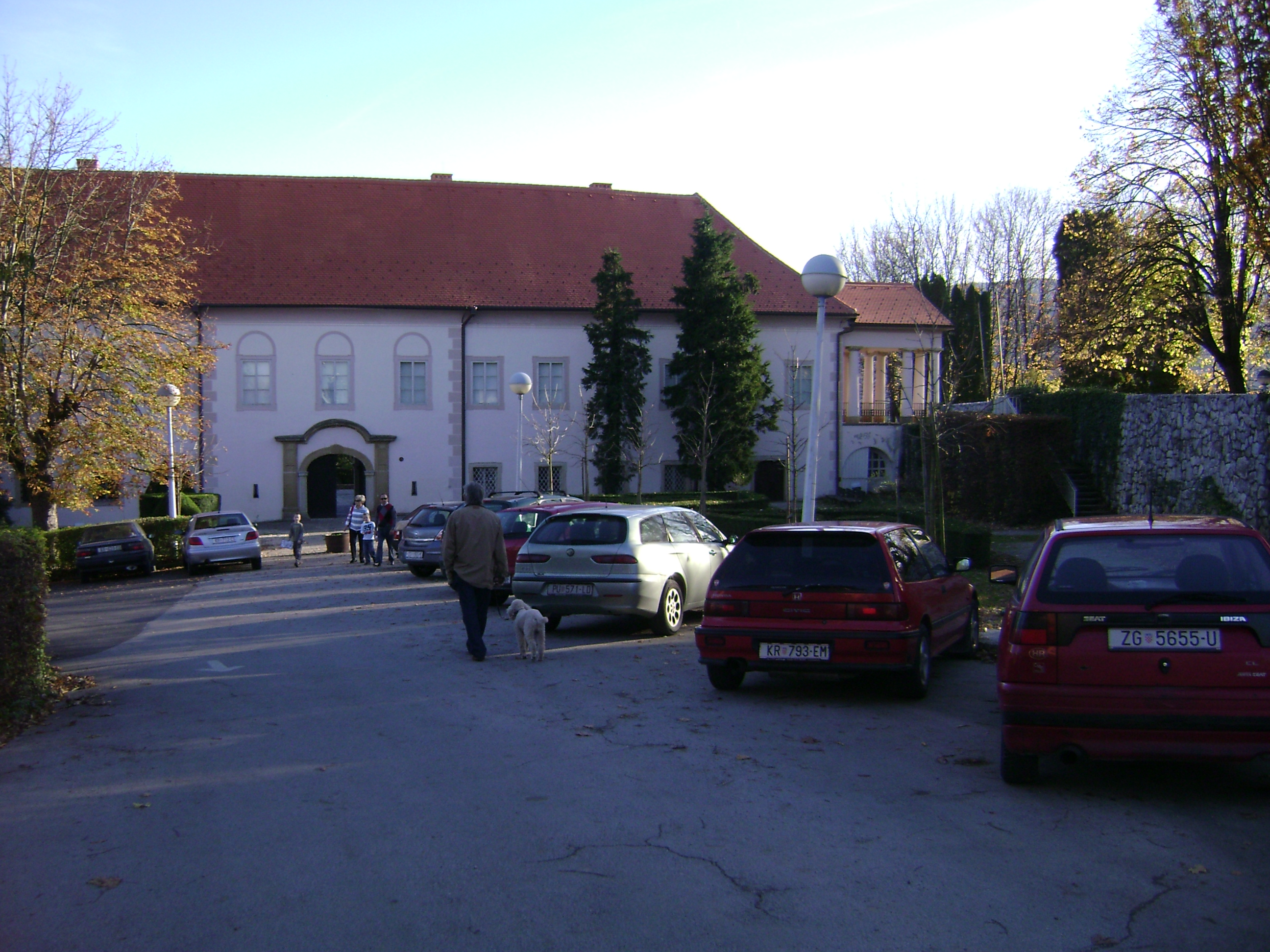
Az Orsich-kastély épülete

## Nevezetességei
- Szent György tiszteletére szentelt plébániatemploma[2] középkori eredetű. Mai formáját a 18. században nyerte el, amikor a Zagorje több templomával együtt barokk stílusban építették át. Berendezéséből említésre méltó a kora barokk cibórium, a három barokk oltár, a szószék és az 1806-ban épített orgona. A templomot szép, rendezett park övezi, melyben ötven féle fa található. Közelében áll a horvát anyák fehér kőből faragott emlékműve Mirjana Drempetić Hanžić és Krešimir Roda alkotása.
- A templom közelében áll a 450 éves hársfa, mely alatt a hagyomány szerint 1573-ban Matija Gubec a horvát parasztfelkelés vezére beszélt egykor. Magassága mintegy kilenc méter, kerülete öt méter, átmérője 1,57 méter, 1957-ben nyilvánították védetté.
- A Szent György téren áll a 18. században épített barokk Keresztelő Szent János kápolna.
- Tőle jobbra a parkban áll Rudolf Perešin pilóta 1999-ben felavatott emlékműve,[3] aki 1991-ben a szerb-horvát háború során gépével inkább Ausztriába repült, semhogy horvát létére a saját népére lőtt volna.
- Az Orsich család Samci-dombnál álló barokk kastélyát 1756-ban gróf Krsto Orsich építtette egy középkori erődített udvarház helyén. Az új kastély elődjével ellentétben már nem védelmi, hanem kényelmi szempontok alapján épült. Az egyemeletes L-alaprajzú épület harmadik szárnyát egykor a régi kastély megmaradt része alkotta. Az épület udvari részén nyitott árkádokkal fedett folyosó húzódik. A 19. században a nagy földrengés után épült a klasszicista homlokzat a timpanonnal és a dór oszlopokkal. Legépebben megmaradt része az illuzionista freskókkal díszített kápolna. Barokk oltárán Xavéri Szent Ferenc életéből vett jelenetek láthatók, a barokk festészet egyik kiválóságának Anton Lerchingernek a munkái.A kastély 1924-ig volt főúri lakhely, majd alapiskolaként működött, illetve a helyi földműves szövetkezet használatában volt. Felújítása az 1960-as évek végén kezdődött és az 1970-es évekre teljesen megújult. Ezután a horvát parasztfelkelés múzeumát nyitották meg benne. Ma ajándékot és háztartási eszközöket árusító bolt is működik itt.

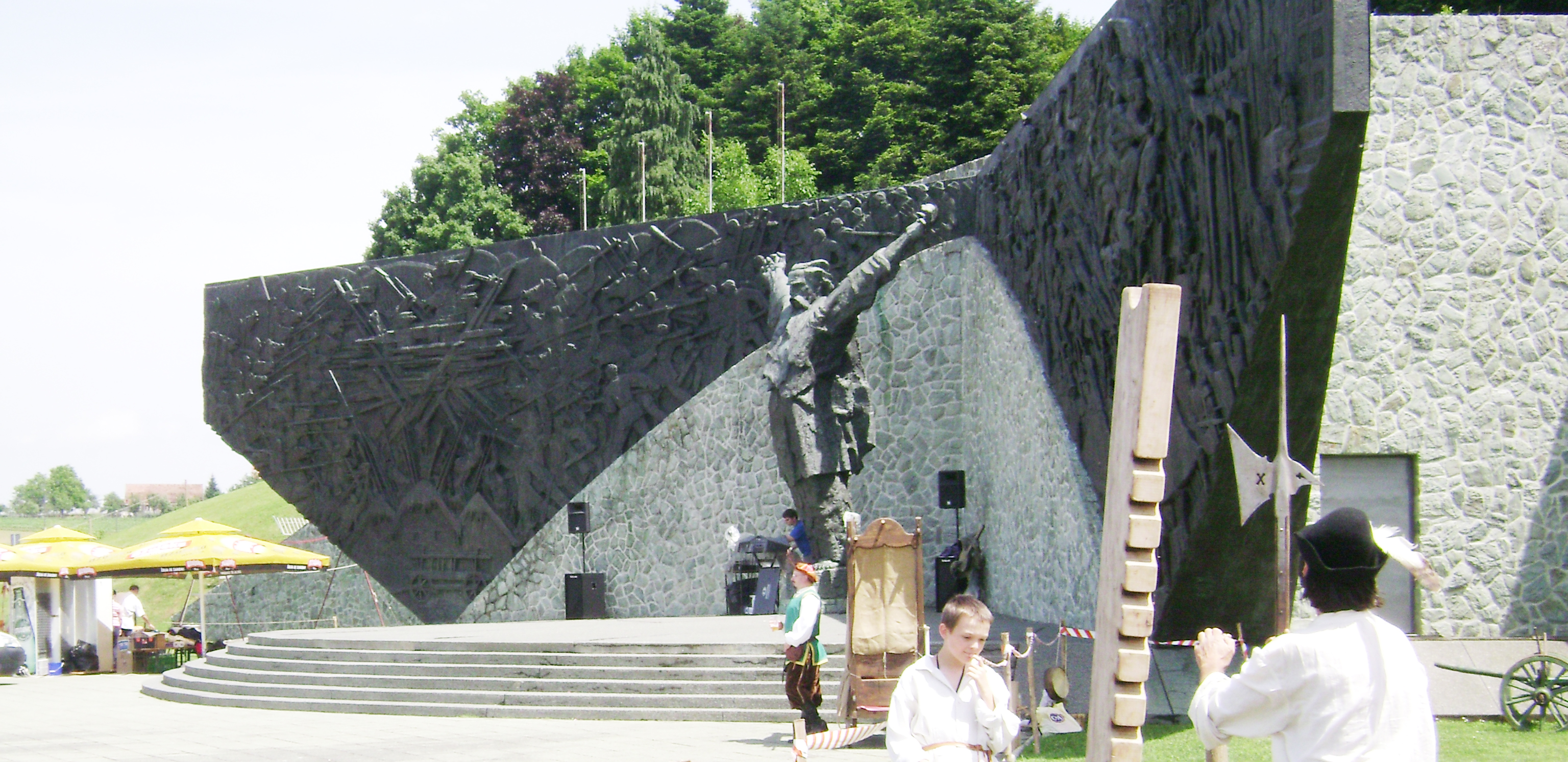
Matija Gubec emlékműve

- Matija Gubec és a horvát parasztfelkelés monumentális emlékműve Antun Augustinić és társai alkotása az Orsich-kastély parkjában áll. 1971 és 1973 között készült. Két hatalmas szárnyát a felkelés stubicai csatáját, valamint az akkori mindennapi életet ábrázoló bronz domborművek díszítik. Középen Matija Gubec kitárt karokkal álló bronz szobra áll. Az emlékmű negyven méter széles és hét és fél méter magas.
- Védett kulturális emlék a Zagrebačka utca 8. szám alatt álló lakóház.[4] A ház 19. század közepén a stubicai régió hagyományos építési szokásai szerint épült. Hosszúkás, téglalap alaprajzú épület, mely vízszintesen egymásra rakott tölgyfa deszkákból van összerakva és kívül fehérre van meszelve. A földszint eredetileg háromszobás, a bejárat pedig a hosszabbik főhomlokzat közepén található, mely az utca felé néz. Középen van a konyha és két oldalán vannak a szobák. A régi ácsmunka eredeti formájában fennmaradt.

## Kultúra
- "Matija Gubec" kulturális-művészeti egyesület.
- "Magnificat" templomi kórus
- Ivica Kontent bariton énekes
- "Fiola" női énekkar
- Az önkéntes tűzoltóegylet fúvószenekara
- A "Lipa" galéria számos kiállítás helyszíne